# Friends (band)
 For alternative betydninger, se Friends. (Se også artikler, som begynder med Friends)
Friends var et svensk danseband, der blev dannet i 1999. De repræsenterede Sverige i Eurovision Song Contest 2001 med Lyssna till ditt hjärta.

## Diskografi
- Friends på turné — 1999
- Blickar som tänder — 2000
- Listen to Your Heartbeat — 2001
- Dance With Me — 2002
- Best of Friends — 2003